# Неизвестные песни
«Неизвестные песни» — сборник ранее не издававшихся (на момент выхода альбома) записей группы «Кино», выпущенный в 1992 году по инициативе Марианны Цой на грампластинках Петербургской студией грамзаписи.

## Об альбоме
Этот альбом представляет собой собрание ранее не издававшихся записей, записанных Виктором Цоем в разное время. Песни «В поисках сюжета», «Весна», «Последний герой» ранее выходили в других вариантах в предыдущих альбомах.
Перед работой над новым материалом для альбома «Группа крови» (1988) музыканты «Кино» попробовали записать отдельный альбом, но у них не получилось. Причиной послужило то, что песня «Братская любовь» звучала хорошо, однако остальные звучали не так, как хотелось коллективу. Запись была сложной, потому что появлялись проблемы с соседями, недовольными постоянным музицированием и прочими неудобствами, доставляемыми им в связи с записью альбома. Наполовину готовый альбом решено было отложить. Уже после трагической гибели Виктора, в целях сохранения творческого наследия «Кино», записи этих песен были найдены на полке в студии Алексея Вишни, который говорил, что никогда не отдал бы материал, поскольку Виктор Цой пожелал его уничтожить; тем не менее оставшиеся музыканты «Кино» убедили его сделать это.
Альбом первоначально состоял из двух частей. Так, песни «Разреши мне», «Братская любовь», «Ты мог бы…» («Подросток»), «Любовь — это не шутка» и «Ты обвела меня вокруг пальца» были записаны примерно в начале 1986 года у Алексея Вишни на студии «Яншива Шела» для альбома с рабочим названием «Любовь — это не шутка». Примечательно, что эти пять песен были записаны вместе с первыми вариантами ряда песен, впоследствии перезаписанных и выпущенных в альбоме «Группа крови». Пластинка должна была выйти весной 1986 года, однако Цой забраковал ленту из-за плохого звучания жёстких композиций и тематики песен. Ранние варианты песен «Дальше действовать будем мы», «Попробуй спеть вместе со мной», «Прохожий», «Закрой за мной дверь, я ухожу» и «Спокойная ночь» были выпущены бонусами при переиздании альбомов «Это не любовь» и «Ночь» лейблом Moroz Records в 1996 году. Сам альбом «Любовь — это не шутка» был выпущен только в 2020 году.
Треки с 6 по 10 представляют собой записи сессии для предполагаемого второго альбома группы. Эти песни записывались Цоем и Алексеем Рыбиным осенью 1982 года в студии Малого драматического театра вместе с барабанщиком Валерием Кириловым и звукорежиссёром Андреем Кусковым. В процессе записи Цою не понравились студия и звук барабанов, в итоге сессия оказалась заброшенной; Цой забрал ленту с песнями и, возможно, уничтожил её. К счастью, Кирилов смог сделать копию плёнки и помог изданию песен. Песня «В поисках сюжета» в этой записи странным образом обрывается прямо перед припевом и длится всего 58 секунд.
Сборник был переиздан на компакт-дисках лейблом Moroz Records в 1996 году. При этом переиздании в качестве бонус-треков были добавлены 5 ранее не издававшихся песен, записанных на домашнем «новогоднем» концерте у Алексея Дидурова в 1982 году. Перед переизданием все записи прошли цифровой ремастеринг.

## Список композиций
Слова и музыка всех песен — Виктор Цой, если не указано иное.
| №                   | Название                       | Длительность |
| ------------------- | ------------------------------ | ------------ |
| 1.                  | «Разреши мне…»                 | 4:08         |
| 2.                  | «Братская любовь»              | 3:31         |
| 3.                  | «Ты мог бы… (Подросток)»       | 3:39         |
| 4.                  | «Любовь — это не шутка»        | 5:10         |
| 5.                  | «Ты обвела меня вокруг пальца» | 2:57         |
| 6.                  | «В поисках сюжета»             | 0:58         |
| 7.                  | «Весна»                        | 2:26         |
| 8.                  | «Последний герой»              | 2:39         |
| 9.                  | «Около семи утра»              | 3:57         |
| 10.                 | «Лето»                         | 1:19         |
| Общая длительность: | Общая длительность:            | 32:24        |

| №                   | Название                          | Текст песни                                                         | Музыка              | Длительность |
| ------------------- | --------------------------------- | ------------------------------------------------------------------- | ------------------- | ------------ |
| 11.                 | «Мне не нравится город Москва»    |                                                                     |                     | 3:47         |
| 12.                 | «Скоро будет зима (Песня для БГ)» |                                                                     |                     | 2:17         |
| 13.                 | «Далёко-далёко»                   | Владимир Захаров (группа «Хамелеон За») на основе текста М. Фромана | Лев Шварц           | 2:28         |
| 14.                 | «Железнодорожная вода»            | Борис Гребенщиков                                                   | Б. Гребенщиков      | 3:38         |
| 15.                 | «Городской мотылёк»               | Павел Крусанов                                                      | П. Крусанов         | 2:54         |
| Общая длительность: | Общая длительность:               | Общая длительность:                                                 | Общая длительность: | 15:04        |

## Издания
| Регион | Дата | Лейбл                           | Формат | Каталог      |
| ------ | ---- | ------------------------------- | ------ | ------------ |
| Россия | 1992 | Петербургская Студия Грамзаписи | LP     | Л60 00001    |
| Россия | 1993 | Laserfilm                       | CD     | LF93-014     |
| Россия | 1994 | Moroz Records                   | CS     | MR 94075 MC  |
| Россия | 1995 | Moroz Records                   | CD     | MR 95052 CD  |
| Литва  | 1995 | Garsų Pasaulis                  | CS     | MR 94075 MC  |
| Россия | 1996 | Moroz Records                   | CS     | MR 96075 MC  |
| Россия | 1996 | Moroz Records                   | CD     | MR 96149 CD  |
| Россия | 1998 | Moroz Records                   | CD     | dMR 02398 CD |
| Россия | 2012 | Moroz Records Си Ди МПЗ Музыка  | CD     | MR 12033 dCD |
| Россия | 2012 | Moroz Records Си Ди МПЗ Музыка  | CD     | MR 12033 CD  |

## Участники записи
студия «Яншива» — треки 1—5
- Виктор Цой — вокал, гитара.
- Юрий Каспарян — гитара.
- Игорь Тихомиров — бас-гитара.
- Георгий Гурьянов — ударные.
- Алексей Вишня — звукорежиссёр.

студия Ленинградского МДТ — треки 6—10
- Виктор Цой — вокал, гитара.
- Алексей Рыбин — гитара.
- Валерий Кирилов — барабаны.
- Евгений Волощук — бас-гитара[6][7]
- Андрей Кусков — звукорежиссёр

реставрация и сведение 1991 года
- Валерий Кирилов — продюсер[8]
- Валентин Рындин —  звукорежиссер
- Александр Храбунов — бас-гитара, гитара (6-10)

домашняя запись — треки 11—15
- Виктор Цой — вокал, гитара
- Алексей Рыбин — гитара, вокал
- Алексей Дидуров — запись на бытовой магнитофон